# Aurelio González López
Aurelio González López (barri de Bon Pastor, Districte de Sant Andreu, Barcelona, 1967) és llicenciat en filosofia i va presentar la seva tesi “Foucault y la desobediencia civil” a la Facultat de Filosofia de la Universitat de Barcelona. Des de l'any 1996 és professor de filosofia i economia al Col·legi Kostka dels Jesuïtes de Gràcia, un institut d'ensenyament mitjà del barri de Gràcia. A més ha col·laborat com a crític literari en les revistes Quimera, Abarna i Lateral i actualment ho fa per a Serielizados, una revista digital sobre series de televisió. També ha dirigit la col·lecció de llibres de viatges “Nexus” a l'editorial Quadrivium, guionista ocasional, autor del blog Todo esto iba en serio.
fins al moment ha publicat quatre novel·les:
- Steve McQueen (Ellago, 2003).
- La geometría del círculo (Quadrivium 2009)
- 98 Octanos (Quadrivium, 2014).
- Insert Coin (Quadrivium, 2016).